# Harry Potter i Kamień Filozoficzny (ścieżka dźwiękowa)
Harry Potter i Kamień Filozoficzny – ścieżka dźwiękowa do filmu o tej samej nazwie, nakręconego na podstawie książki J.K. Rowling. Jest to pierwsza kompozycja napisana przez Johna Williamsa do serii Harry Potter. W 2001 roku album był nominowany do Oscara za najlepszą muzykę filmową. Został wydany 30 października 2001 roku.
W Polsce soundtrack uzyskał status złotej płyty.

## Lista utworów
1. „Prologue” – 2:12
2. „Harry's Wondrous World” – 5:21
3. „The Arrival of Baby Harry” – 4:25
4. „Visit to the Zoo and Letters from Hogwarts” – 3:22
5. „Diagon Alley and The Gringotts Vault” – 4:06
6. „Platform Nine-and-Three-Quarters and The Journey to Hogwarts” – 3:14
7. „Entry into the Great Hall and The Banquet” – 3:42
8. „Mr. Longbottom Flies” – 3:35
9. „Hogwarts Forever! and The Moving Stairs” – 3:46
10. „The Norwegian Ridgeback and A Change of Season” – 2:47
11. „The Quidditch Match” – 8:28
12. „Christmas at Hogwarts” – 2:56
13. „The Invisibility Cloak and The Library Scene” – 3:15
14. „Fluffy's Harp” – 2:38
15. „In the Devil's Snare and The Flying Keys” – 2:20
16. „The Chess Game” – 3:48
17. „The Face of Voldemort” – 6:10
18. „Leaving Hogwarts” – 2:13
19. „Hedwig's Theme” – 5:09